# 不弥国
不弥国是3世纪存在于日本列岛的倭国诸国之一。
根据《魏志倭人传》和《北史·倭国传》的记载，不弥国位于奴国以东100里之处，其主官称为“多模”，副官称为“卑奴母离”，有1000余户人家。从不弥国向南走水路20天，可以抵达投马国。
日本考古学界有观点认为，不弥国的中心区域可能位于福冈县饭冢市的立岩遗迹群一带。